# Развален телефон
Развален телефон е детска игра, която се играе както в България, така и в много други държави по света. Играчите се нареждат в редичка и шепнешком на ухо си съобщават, като повтарят по ред някаква дума, израз или изречение. Всеки следващ играч предава нататък това, което е разбрал, докато не се стигне до последния, който изказва на висок глас това, което е чул. Много често до последния играч стига информация, която няма нищо общо с оригиналната. В това се състои и забавлението от играта.